# Gaeltacht

Gaeltacht

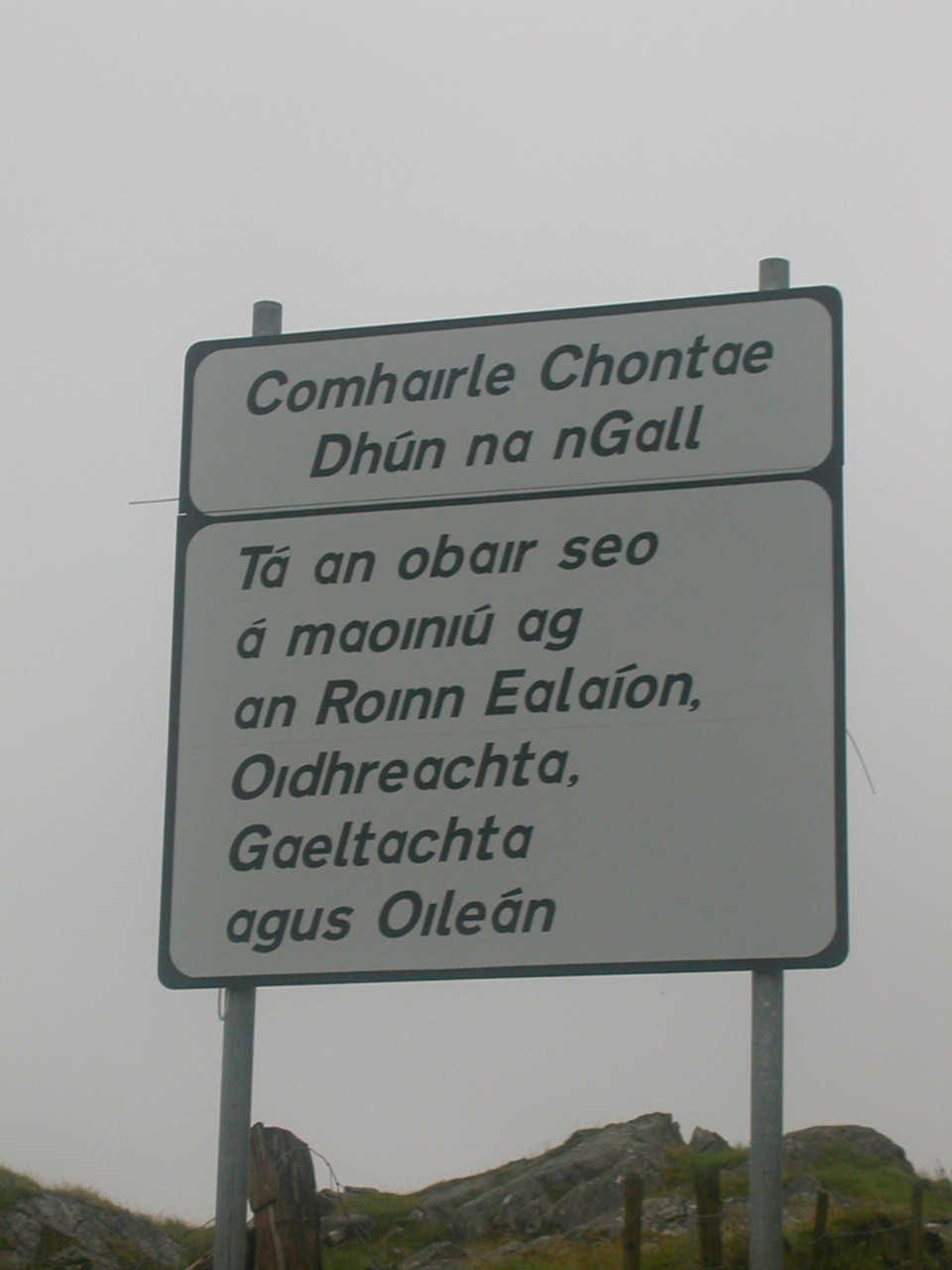
Irischsprachige Bautafel in Donegal

Die Gaeltacht [ˈɡeːl̪ˠt̪ˠəxt̪ˠ] (Plural Gaeltachtaí [ˈɡeːl̪ˠt̪ˠəxt̪ˠiː]) sind Regionen in Irland, in denen Irisch offiziell die vorherrschende Sprache ist. Die Gesamtheit dieser Regionen sowie einzelne Regionen werden mit dem Singular bezeichnet, mehrere einzelne Regionen mit dem Plural.

## Regionen
Die zusammenfassend als Gaeltacht bezeichneten Gegenden befinden sich vor allem im Westen Irlands, namentlich in den Countys (Grafschaften) Donegal, Mayo, Galway, Kerry und Cork sowie in kleineren Gegenden im Süden von Waterford und im Osten Irlands in Meath. Laut dem Zensus von 2016 hatten diese sieben Regionen insgesamt 96.090 Einwohner, von denen 63.664 Personen (66,3 %) angaben, Irisch zu sprechen.

## Geschichte
Die Gaeltacht wurde wenige Jahre nach der formellen Unabhängigkeit Irlands im Jahre 1926 erstmals festgelegt. Dabei wurde eine Unterscheidung in so genannte fíor-Ghaeltachtaí („echte Gaeltachtaí“) und breac-Ghaeltachtaí („gescheckte Gaeltachtaí“) getroffen. Das Unterscheidungsmerkmal bestand im höheren prozentualen Anteil von Irischsprechern in den fíor-Ghaeltachtaí. Es stellte sich jedoch bald heraus, dass die Grenzen der betreffenden Gebiete viel zu weit gezogen worden waren und mit dieser Festlegung weder eine effektive Verwaltung noch eine sinnvolle Sprachpolitik möglich war. Die tatsächliche Anzahl der habituellen Englischsprecher war für diese Zwecke viel zu hoch.
Aus diesem Grunde wurde die Gaeltacht 1956 mit wesentlich engeren Grenzen neu definiert. Die Unterscheidung zwischen fíor-Ghaeltachtaí und breac-Ghaeltachtaí wurde dabei aufgegeben. In diesen Grenzen besteht die Gaeltacht im Wesentlichen bis heute. Jedoch stellt sich auch heute das Problem, dass die habituellen Irischsprecher nur in einigen kleinen Teilen der Gaeltacht tatsächlich die Mehrheit der Einwohner stellen. In den meisten Teilen sind beide Sprechergruppen annähernd ausgeglichen, zum Teil stellen sogar die Englischsprecher die Mehrheit. Dieser Umstand wird zum Teil durch die Unterstützungszahlungen für Einwohner der Gaeltacht begünstigt, die auch Bewohner der angrenzenden Gebiete anlocken, die jedoch längst nicht in allen Fällen des Irischen mächtig oder bereit sind, dieses in einem Maße zu erlernen, das für die Alltagskonversation ausreicht.

## Probleme
Ein weiteres Problem der Gaeltacht stellt der so genannte fish-bowl effect (engl. „Aquariumseffekt“) dar. Jedes Jahr besucht eine Vielzahl von Schülern, Studenten und Interessierten, zu großen Teilen auch aus den USA, die Gaeltacht, um das Irische zu erlernen und die angeblich traditionelle Lebensweise der Bewohner zu erleben. Dieser Reiseverkehr ist zu großen Teilen auf die Ideologie der 1920er bis 1960er Jahre zurückzuführen, in der der irischsprechende und traditionell lebende Bauer im Westen Irlands geradezu zum mythisch überhöhten Symbol der wahren Identität Irlands erhoben wurde. Obwohl heute (und zum Teil wohl auch in jenen Jahrzehnten) davon wenig zu spüren ist, ist diese Vorstellung durchaus noch lebendig. Sie führt einerseits jedoch dazu, dass mit den meist wenig Irisch sprechenden Gästen das Englische verstärkt Einzug in die Gaeltacht hält. Aus Höflichkeitsgründen wird in solchen Situationen meist das Englische verwendet. Andererseits fühlen sich die Bewohner häufig sehr beobachtet und sogar als Hinterwäldler missachtet (eigentlicher fish-bowl effect). Die meisten Einwohner betrachten sich nicht als traditioneller oder konservativer als ihre Nachbarn außerhalb der Gaeltacht. Dies schließt jedoch ein eigenes soziokulturelles Selbstverständnis mit dem dazugehörigen Regional- oder Lokalstolz in den meisten Fällen nicht aus.
Diese Form des Tourismus hat jedoch zusammen mit den staatlichen Unterstützungszahlungen zu einem relativen Wohlstand in der Gaeltacht geführt, der den der umliegenden Gebiete meist übertrifft. Dieser sorgt einerseits für das Verbleiben vieler Einwohner (und damit der irischen Sprache), zieht jedoch auch erneut (englischsprechende) Menschen von außerhalb an. Insgesamt ergibt sich bereits bei oberflächlicher Betrachtung ein kompliziertes Geflecht aus positiven und negativen Faktoren, die in der Gaeltacht auf das Irische wirken.

## Kultur
Die Gaeltachtaí weisen trotz der oben beschriebenen widersprüchlichen Faktoren eine Reihe kultureller Merkmale auf, die sie zu kulturell relativ eigenständigen Gebieten machen. Zu großen Teilen beruht dies durchaus auf dem Bewusstsein, zu den letzten Trägern der irischen Sprache zu gehören. Allerdings beruhen die kulturellen Merkmale längst nicht nur auf Überresten der „alten irischen Kultur“, wie sie bis in das 16. oder 17. Jahrhundert existierte. „Traditionelle“ und später entstandene kulturelle Eigenheiten sind jedoch schwer voneinander abzugrenzen.

### Musik
Zu den auffälligsten Eigenheiten zählt die Existenz einer lebendigen Musiktradition. Während sich die Instrumentalmusik für Außenstehende nur wenig von der sonstigen traditionellen Musik Irlands unterscheidet, ist die regionalspezifische Gesangskultur offenbar tief verwurzelt. Diese so genannte Sean-nós-Tradition (Ausspr. /'s´an'no:s/, etwa „alte Sitten“) wird von zahlreichen Menschen gepflegt. Relativ oder ganz spontane Gesangseinlagen bei privaten Feiern, in Kneipen oder verschiedenen sonstigen Gelegenheiten sind keine Seltenheit. Männer und Frauen, die über gute Gesangstimmen mit ausgefeilter Technik verfügen und außerdem vielleicht eine große Anzahl von Liedern beherrschen, stehen meist in sehr hohem Ansehen, auch unter jüngeren Leuten.

## Verwaltung
Zuständig für die kulturelle, soziale und wirtschaftliche Entwicklung der Gaeltacht ist die Údarás na Gaeltachta. Sie arbeitet zusammen mit dem Department of Community, Rural and Gaeltacht Affairs, das sich neben anderen Aufgaben ebenfalls für die Entwicklung der Gaeltacht und den Gebrauch der irischen Sprache einsetzt.

## Medien
Ein eigenes irischsprachiges Radioprogramm für die Gaeltacht bietet Raidió na Gaeltachta als Teil von Raidió Teilifís Éireann (RTÉ), dem öffentlich-rechtlichen Rundfunk Irlands. Über die Webseite kann das Programm mittels Live-Streaming weltweit gehört werden. Das Programm kann in ganz Irland auf UKW empfangen werden. Darüber hinaus gibt es den zweisprachigen Fernsehsender TG4.